# Formica yoshiokae
Formica yoshiokae é uma espécie de formiga do gênero Formica, pertencente à subfamília Formicinae.